# Hippolyte Annex
Hippolyte Annex (* 14. Juli 1933 in Pézenas, Hérault; † 21. Februar 2021 in Montpellier) war ein französischer Boxer. Er wurde 1955 Vize-Europameister der Amateure im Weltergewicht und war als Profiboxer französischer Meister im Mittelgewicht.

## Werdegang

### Amateurlaufbahn
Hippolyte Annex begann erst im Alter von 18 Jahren beim Athletik-Club Piscenois Pezenas mit dem Boxen. Er hatte sich als Jugendlicher schon in verschiedenen anderen Sportarten versucht und brachte deshalb schon gute körperliche Voraussetzungen mit. So verwundert es nicht, dass er bereits im Jahre 1953 zu den besten französischen Amateurboxern gehörte. 1954 wurde er erstmals in die französische Nationalmannschaft der Amateurboxer berufen und trat in Paris in einem Länderkampf gegen Polen im Halbmittelgewicht gegen Zbigniew Pietrzykowski, der damals einer der besten Amateurboxer der Welt war, an. Er verlor diesen Kampf durch K. o. in der 2. Runde.
Im März 1955 kämpfte er in St. Nazaire in einem Länderkampf gegen die Bundesrepublik Deutschland im Weltergewicht gegen Günther Heidemann aus Berlin und gewann diesen Kampf nach Punkten. Im Mai 1955 vertrat Hippolyte Annex Frankreich bei der Europameisterschaft der Amateure in Berlin. Im Weltergewicht besiegte er dort Frantisek Vitovec, CSSR, Stanislaw Isajew, Sowjetunion und Nicolae Linca, Rumänien. Damit stand er im Finale dem Briten Nicholas Gargano gegenüber und verlor gegen diesen knapp nach Punkten. Er wurde damit Vize-Europameister. Im Juli 1955 siegte er bei den Mittelmeer-Spielen in Barcelona. Dabei schlug er im Halbmittelgewicht Teodoro Chiriaco aus Italien und Carlos Lopez Carloy aus Spanien.
1956 unterlag Hippolyte Annex bei der französischen Meisterschaft im Finale des Weltergewichts gegen Jaques Candeau knapp nach Punkten. In einem Länderkampf in Paris gegen die Sowjetunion verlor er im Weltergewicht gegen Eduard Borisow nach Punkten.
Trotz dieser Niederlage hatte Hippolyte Annex berechtigte Hoffnungen, sich für das Box-Turnier bei den Olympischen Spielen 1956 in Melbourne zu qualifizieren. Er wurde jedoch im gleichen Jahr in einen Autounfall verwickelt, bei dem einer seiner Freunde um das Leben kam und er selbst schwer verletzt wurde. Nach seiner Genesung bekam er aber schwere psychische Probleme, die einen Leistungssport für längere Zeit unmöglich machten. Nach seiner endgültigen Gesundung entschloss er sich, in das Lager der Berufsboxer zu wechseln.

### Profilaufbahn
Hippolyte Annex bestritt seinen ersten Kampf als Berufsboxer am 12. April 1959 in Paris und besiegte dabei seinen Landsmann Ceslaw Dudek durch K. o. in der 3. Runde. Nach einer Reihe von Aufbaukämpfen, die er alle gewann, besiegte er am 11. Juni 1960 in Marseille im Kampf um den französischen Meistertitel im Weltergewicht Michel Lombardet. Diesen Titel verteidigte er am 5. Dezember 1960 in Paris erfolgreich gegen Sauveur Chiocca, den er über 15 Runden nach Punkten schlug.
Am 6. Februar 1961 kämpfte er in Paris gegen Isaac Logart unentschieden. Dies war nach 21 siegreichen Kämpfen der erste Kampf, den er als Profi nicht gewann. Am 6. März 1961 verteidigte er den französischen Meistertitel im Weltergewicht in Paris durch einen Tech. K.-o.-Sieg in der 12. Runde über Maurice Auzel und am 30. April 1961 gelang ihm in Bourges das gleiche durch einen Punktsieg über Ahmed Sebane. Danach wechselte er in das Mittelgewicht und bestritt am 12. August 1961 in Evian in dieser Gewichtsklasse seinen ersten Titelkampf um die französische Meisterschaft gegen Jean Ruellet. Der Kampf endete nach 15 Runden unentschieden, so dass Jean Ruellet seinen Titel behielt. Am 7. Juli 1962 wurde Hippolyte Annex dann französischer Meister im Mittelgewicht. In Paris besiegte er dabei Marius Dori durch Tech. K. o. in der 7. Runde. Diesen Titel verteidigte er am 1. Oktober 1962 in Paris erfolgreich gegen Armand Vanucci, den er über 15 Runden nach Punkten besiegte.
Er forderte daraufhin László Papp aus Ungarn, den amtierenden Europameister im Mittelgewicht heraus. Dieser Kampf fand am 19. November 1962 im Palais des Sports in Paris statt und endete mit einem K.-o.-Sieg in der 7. Runde des damals als unschlagbar gelten Laszlo Papp.
Um wieder ins Geschäft zu kommen, kämpfte Hippolyte Annex am 28. Januar 1963 in Paris gegen den starken Italiener Sandro Mazzinghi und verlor diesen Kampf durch Abbruch in der 9. Runde. Am 16. Juni 1963 verteidigte er seinen französischen Meistertitel im Mittelgewicht in St. Nazaire gegen Souleymane Diallo und verlor diesen Kampf durch K. o. in der 4. Runde.
Nach dieser Niederlage trat Hippolyte Annex zurück.